# Theodor O. Diener

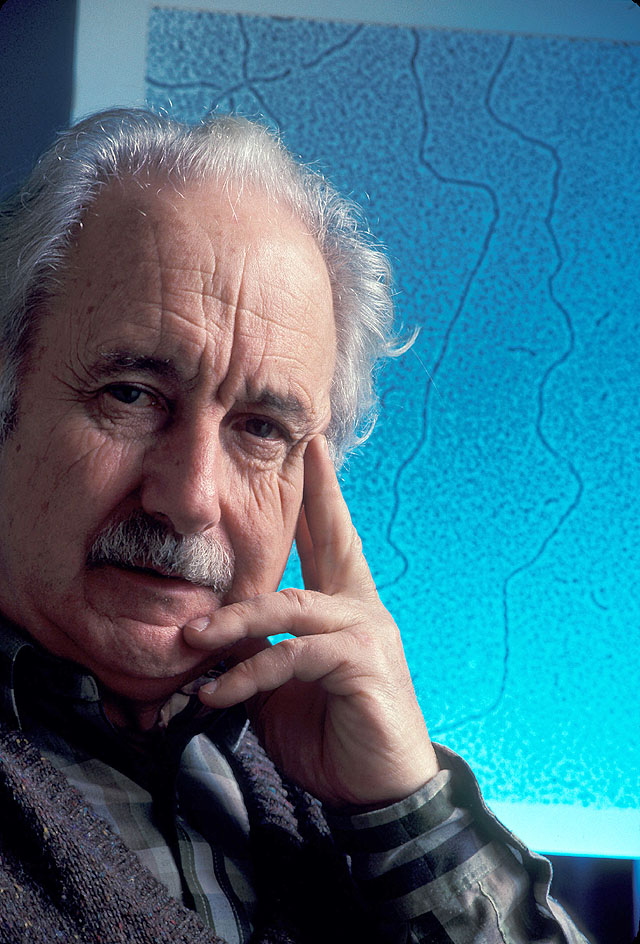
Theodor O. Diener

Theodor Otto Diener (* 28. Februar 1921 in Zürich; † 28. März 2023 in Beltsville, Maryland) war ein schweizerisch-US-amerikanischer Pflanzenpathologe. Er entdeckte, charakterisierte und benannte die Viroide, welche die kleinsten bekannten replikationsfähigen Strukturen sind, 80- bis 100-mal kleiner als die kleinsten Viren. Viroide und viroidähnliche Satelliten-RNA wurden vom Internationalen Komitee für Virustaxonomie als eine neue Ordnung von Subviralen Agenzien anerkannt.
In einer im Jahr 2000 erschienenen Zusammenstellung der wichtigsten Meilensteine des vergangenen Millenniums in der Pflanzenpathologie hat die American Phytopathological Society Theodor Otto Dieners Entdeckung der Viroide im Jahr 1971 als eine der zehn wichtigsten Erreger-Entdeckungen des Millenniums anerkannt.
Die Entdeckung der Viroide war die dritte große Erweiterung der Biosphäre – nach der Entdeckung der visuell nicht sichtbaren (also „subvisualen“) Mikroorganismen durch Antoni van Leeuwenhoek 1675 und derjenigen der „submikroskopischen“ Viren durch Dmitri Iossifowitsch Iwanowski 1892.
Wie Ricardo Flores und Kollegen schrieben: „Viroide und Viren besitzen die meist charakteristische Eigenschaft von lebenden Organismen: in einer geeigneten Umgebung sind sie fähig, Kopien von sich selber zu produzieren, das heisst, sie sind zu autonomer Replikation (und Evolution) fähig. In dieser Hinsicht stehen Viroide (mit 246 bis 401 Nukleotiden) an der Grenze des Lebens – ein Aspekt, der jeden biologisch Interessierten anziehen sollte.“

## Leben und Karriere
Diener bestand die Eingangsprüfung der Eidgenössischen Technischen Hochschule (ETH Zürich), von der er 1944 das Diplom in Naturwissenschaften erhielt und 1946 zum Dr. sc. nat. in Pflanzenpathologie promoviert wurde. Danach wurde er Assistent von Samuel Blumer, einem damals prominenten Mykologen an der Eidgenössischen Versuchsanstalt für Obst-, Wein- und Gartenbau in Wädenswil, wo er schon am ersten Arbeitstag einen Rostpilz (Puccinia cerasi, jetzt Leucotelium cerasi) an den Blättern eines lokalen Kirschbaumes fand. L. cerasi ist südlich der Alpen weit verbreitet, wird aber nur sehr selten nördlich der Alpen gesehen. In Wädenswil wurde dieser Pilz nur einmal, mehr als hundert Jahre früher, gesehen. Obwohl Diener in Waedenswil eine gute sichere Stelle hatte, emigrierte er in die USA, in der Hoffnung, dort Grundlagenforschung betreiben zu können und damit etwas zur damals beginnenden großen Revolution in der Biologie beizutragen, was in Wädenswil nicht möglich war.
In den USA schlug er sich mit Gelegenheitsjobs durch und stieg in vier Monaten vom Tellerwäscher bis zum Manager eines Luxusrestaurants auf, war sechs Monate an der Rhode Island State University, wo er eine in Xylolen lösliche Kupferverbindung auf Toxizität für Pilze und Pflanzen prüfte, und nahm 1949 eine Stelle als Assistant Plant Pathologist an der Irrigation Experiment Station in Prosser, Washington, an. Dort befand sich eine kleine, außerhalb gelegene Forschungsanstalt der Washington State University. Er lernte allerdings schnell, dass dort ebenfalls keine virologische Grundlagenforschung möglich war. Er wurde Assistant und dann Associate Professor an der Washington State University, wo er zeigte, dass eine ungewöhnliche Aminosäure (Pipecolinsäure) sich in Pfirsichblättern nur in messbarer Quantität anreichert, wenn die Blätter Symptome der Pfirsich-Western-X-Krankheit zeigen. Ebenso wurde gezeigt, dass gesunde Pfirsichstecklinge, in welche reine Pipecolinsäure injiziert worden war, Symptome entfalten, die denjenigen der Pfirsich-X-Krankheit äußerst ähnlich sehen. Dies bewies, dass Pipecolinsäure eine wichtige Rolle in der Krankheitserzeugung spielt.
Von 1959 bis 1988 war er am Plant Virology Laboratory des Agricultural Research Service (ARS) in Beltsville, das seine Entstehung dem Sputnikschock zu verdanken hatte. In dieser Zeit erfuhr Diener von den unerwarteten Schwierigkeiten, die es Pflanzenvirologen unmöglich machten, den Erreger der Kartoffel-Spindelknollensucht zu isolieren. Er entschloss sich, dieses Problem zu untersuchen. Dies führte zur unerwarteten Entdeckung des neuartigen Erregers, den Diener vorschlug, „Viroid“ zu nennen. Später wurden die Viroide als einzelsträngige, kovalent ringförmig geschlossene RNA charakterisiert, die als stabförmige Strukturen mit einem hohen Anteil an Basenpaarung auftritt. Viroide und die Viroid-artige Satelliten-RNA wurden vom International Committee on Taxonomy of Viruses als neue Ordnung der subviralen Agenzien klassifiziert. Bei Veröffentlichung der Systematik im Jahr 2014 umfassten die Viroide zwei Familien, acht Gattungen and 32 Spezies. In den folgenden Jahren gelang es Diener und weiteren unabhängigen, biochemisch orientierten Kollegen, die chemische Struktur der Viroide abzuklären. Viroide sind einzelsträngige, kreisförmig geschlossene RNA-Makromoleküle.
Ab 1989 war er Distinguished University Professor und seit 1994 war er Professor Emeritus an der University of Maryland, College Park.
Diener war seit 1968 mit Sybil Mary Fox verheiratet und hatte drei Söhne. Er war Schweizer und US-amerikanischer Staatsbürger.
Er starb am 28. März 2023, einen Monat nach seinem 102. Geburtstag.

## Forschung
Diener erkannte 1971 bei der Untersuchung der Ursache der Potato-Spindle-Tuber-Krankheit (abgekürzt PSTVd) von Kartoffeln, dass diese durch ein Pathogen verursacht wurden, das kleiner als ein Virus war, ein Stück RNA ohne Protein, ein Viroid. Seine Größe betrug nur 130.000 Dalton, während man vorher annahm, ein infektiöser Erreger müsste mindestens 1 Million Dalton haben. Die Forschung am PSTVd wurde bei der ARS durch William B. Raymer und Muriel O’Brien begonnen. Sie fanden zum Beispiel, dass Tomaten günstiger für das Studium des Erregers geeignet waren als Kartoffeln, bei denen die Latenzzeit mehrere Jahre betragen kann. Der Erreger widersetzte sich aber der Entdeckung durch einfaches Zentrifugieren und Raymer zog um 1965 Diener hinzu. Mittels Dichtegradientenzentrifugation entdeckten sie, dass der Erreger kleiner als ein übliches Virus war. Experimente mit verschiedenen Enzymen, die DNA, RNA oder Proteine abbauen, führten zu dem Schluss, dass der Erreger nur aus RNA bestand. Raymer ging 1966 in die Industrie und in den folgenden fünf Jahren setzte Diener die Forschung allein fort, bis er sicher genug war, dass seine Ergebnisse die Fachwelt überzeugen konnten. In den folgenden Jahren gelang es Diener und mehreren unabhängigen Gruppen von biochemischen Kollegen, zu zeigen, dass Viroide einzelsträngige, kreisförmig geschlossene RNA sind.
Diener stellte 1989 die Hypothese auf, dass sie Relikte der hypothetischen RNA-Welt aus der Entstehungsphase des Lebens auf der Erde sind.

## Ehrungen und Mitgliedschaften
Er war Mitglied der US National Academy of Sciences, der American Academy of Arts and Sciences und seit 1980 Mitglied der Leopoldina. 1987 erhielt er die National Medal of Science und den Wolf-Preis in den Agrarwissenschaften. 1968 erhielt er den Campbell Preis des American Institutes of Biological Sciences, 1975 erhielt er den Humboldt-Forschungspreis, 1977 den Distinguished Service Award des U.S. Department of Agriculture, und 1979 nannte ihn die Cornell University Andrew D. White Professor- at-Large. 1988 erhielt er den E. C. Stakman Award der University of Minnesota. 1989 wurde Diener in die Science Hall of Fame des Agricultural Research Service (Landwirtschaftsministerium der Vereinigten Staaten) aufgenommen.

## Veröffentlichungen (Auswahl)
Monografien
- Viroids and Viroid Diseases. John Wiley & Sons, 1979, ISBN 0-471-03504-1.
- als Herausgeber: The Viroids. Plenum Press 1987.

Zeitschriftenbeiträge
- Theodor O. Diener: Ein Rostpilz auf Kirschenblättern. In: Schweizer Zeitschrift für Obst- und Weinbau. Band 58, 1949, S. 228–230.
- Theodor O. Diener: Potato spindle tuber “virus”. In: Virology. Band 45, Nr. 2, 1971, S. 411–428, doi:10.1016/0042-6822(71)90342-4, PMID 5095900.
- B. David Stollar, Theodor O. Diener: Potato spindle tuber viroid. In: Virology. Band 46, Nr. 1, 1971, S. 168–170, doi:10.1016/0042-6822(71)90017-1, PMID 5166353.
- José M. Sogo, Th. Koller, Theodor O. Diener: Potato spindle tuber viroid. In: Virology. 1973, doi:10.1016/s0042-6822(73)81009-8, PMID 4728831.
- Theodor O. Diener, W. B. Raymer: Potato Spindle Tuber Virus: A Plant Virus with Properties of a Free Nucleic Acid. In: Science. Band 158, Nr. 3799, 1967, S. 378–381, doi:10.1126/science.158.3799.378, PMID 6061889.
- Theodor O. Diener: Circular RNAs: relics of precellular evolution? In: Proceedings of the National Academy of Sciences of the United States of America. Band 86, Nr. 23, 1989, S. 9370–9374, doi:10.1073/pnas.86.23.9370, PMID 2480600, PMC 298497 (freier Volltext).
- Theodor O. Diener: Viroids: “living fossils” of primordial RNAs? In: Biology Direct. Band 11, Nr. 1, 2016, doi:10.1186/s13062-016-0116-7, PMID 27016066, PMC 4807594 (freier Volltext).